# Dezesd
Dezesd (románul: Dezești) település Romániában, a Bánságban, Krassó-Szörény megyében.

## Fekvése
Boksánbányától északkeletre fekvő település.

## Története
Dezesd nevét 1583-ban említette először oklevél Deszesth néven. 1603-ban Dadsest, 1690–1700 között Decsest, 1717-ben Degesta, 1808-ban Dezestye, Dezesty, 1888-ban Dezest, 1913-ban Dezesd néven írták. 1851-ben Fényes Elek írta a településről:
Krassó vármegyében, 2 katholikus, 712 óhitü lakossal, s anyatemplommal. Birja Palikucsevnyi család.
A trianoni békeszerződés előtt Krassó-Szörény vármegye Boksánbányai járásához tartozott. 1910-ben 904 görögkeleti ortodox román lakosa volt.